# Liopeltis calamaria
Liopeltis calamaria — вид змій родини вужевих (Colubridae). 

## Поширення
Вид мешкає у тропічних лісах Індії, Бангладешу та Шрі-Ланки.

## Опис
Максимальний розмір тіла самиці сягає 39 см, самця — 33,5 см. Спина може бути світло-коричнева, сірувато-коричнева або зеленувато-коричнева. На помітна чорна поздовжня лінія. Вентральна сторона жовта. По боках голови лежить декілька чорних плям.